# Rare (canção)
"Rare" é uma canção da cantora norte-americana Selena Gomez, de seu terceiro álbum de estúdio, Rare (2020). A faixa foi lançada como segundo single do álbum em 10 de janeiro de 2020.

## Videoclipe
O Videoclipe de "Rare", dirigido por BRTHR, estreou no YouTube em 10 de janeiro de 2020. No vídeo, Selena aparece, cantando em uma floresta encantada com flores coloridas e bolhas de sabão voando por todos os lados. Mais tarde, ela também dá as caras deitada numa cama redonda e mergulhando em uma piscina.

## Desempenho nas tabelas musicas
| Tabela musical (2020)                                          | Melhor posição |
| -------------------------------------------------------------- | -------------- |
| Alemanha (Media Control Charts)                                | 42             |
| Austrália (ARIA)                                               | 22             |
| Áustria (Ö3 Austria Top 40)                                    | 19             |
| Bélgica (Ultratop 50) Flanders                                 | 30             |
| Bélgica (Ultratop 50) Wallonia                                 | 35             |
| Canadá (Canadian Hot 100)                                      | 21             |
| Croácia (HRT)                                                  | 22             |
| Dinamarca (Tracklisten)                                        | 36             |
| Predefinição:Country data Escocia (Official Charts Company)    | 35             |
| Predefinição:Country data Eslovaquia (Singles Digitál Top 100) | 17             |
| Eslovénia SloTop50                                             | 24             |
| Espanha (PROMUSICAE)                                           | 60             |
| Estados Unidos (Billboard Hot 100)                             | 30             |
| Estados Unidos (Mainstream Top 40)                             | 17             |
| Estados Unidos (Rolling Stone Top 100)                         | 12             |
| Estónia (Eesti Ekspress)                                       | 17             |
| Grécia (International Digital Singles)                         | 3              |
| França (SNEP)                                                  | 73             |
| Hungria (Stream Top 40)                                        | 7              |
| Hungria (Single Top 40)                                        | 19             |
| Irlanda (IRMA)                                                 | 17             |
| Itália (FIMI)                                                  | 85             |
| Líbano (Lebanese Top 20)                                       | 17             |
| Lituânia (AGATA)                                               | 14             |
| Predefinição:Country data Malasia (RIM)                        | 12             |
| México Inglés Airplay (Billboard)                              | 46             |
| Noruega (VG-lista)                                             | 29             |
| Predefinição:Country data Nueva Zelanda (RMNZ)                 | 28             |
| Países Baixos (Dutch Top 40)                                   | 25             |
| Países Baixos (Single Top 100)                                 | 40             |
| Portugal (AFP)                                                 | 33             |
| Reino Unido (UK Singles Chart)                                 | 28             |
| Roménia (Airplay 100)                                          | 46             |
| Chéquia (Rádio Top 100)                                        | 12             |
| Chéquia (Singles Digitál Top 100)                              | 13             |
| Predefinição:Country data Singapur (RIAS)                      | 19             |
| Suécia (Sverigetopplistan)                                     | 44             |
| Suíça (Schweizer Hitparade)                                    | 28             |

## Histórico de lançamento
| Região         | Data                   | Formato                    | Gravadora          | Ref.   |
| -------------- | ---------------------- | -------------------------- | ------------------ | ------ |
| Mundo          | 10 de janeiro de 2020  | Download digital streaming | Interscope Records | [ 2 ]  |
| Itália         | 17 de janeiro de 2020  | Contemporary hit radio     | Universal          | [ 48 ] |
| Reino Unido    | 18 de janeiro de 2020  | Adult contemporary radio   | Interscope         | [ 49 ] |
| Reino Unido    | 24 de janeiro de 2020  | Contemporary hit radio     | Interscope         | [ 50 ] |
| Estados Unidos | 4 de fevereiro de 2020 | Contemporary hit radio     | Interscope         | [ 51 ] |